# Монастырь Святого Саргиса (Уши)
Монастырь Святого Саргиса (арм. Սուրբ Սարգիս վանք; также известный как монастырь Сурб Саргис, Ушиванк) — армянский монастырский комплекс V—XVIII веков, расположенный в селе Уши Арагацотнской области Армении.  

## История
По сведениям, сохранившимся в Гайсмавурке, монастырь был основан в V веке Месропом Маштоцем, похоронившим здесь мощи святого Саргиса. Остальные здания монастыря были построены в период V—XVIII веков. Но всё было разрушено в результате землетрясения 1827 года. В 1999 году экспедиция Института археологии и этнографии Армении (руководитель раскопок Фрина Бабаян, научный консультант Арам Калантарян, архитекторы Григор и Корюн Гафадаряны) произвела раскопки и вскрыла руины всех сооружений, погребенных под слоем грунта толщиной 3—5 метров. 
Особо выделяется частично сохранившаяся после землетрясения церковь святого Саргиса, который представляет собой однонефное прямоугольное здание с двускатной крышей. Он был построен из базальтовых камней, взятых из построек старого поселения.
В XIII веке, во время правления Закарянов, когда Араратская земля была освобождена от турок-сельджуков, вачутские князья, правители Арагацотна, заложили на месте новые церкви, отремонтировали старую и превратили ее в большой монастырь.

## Устройство комплекса
Комплекс состоит из двух церквей, притвора, окружающих стен и руин жилых домов, которые построены вдоль крепостной стены. Сохранилась лишь однонефная, сводчатая, полуразрушенная церковь, которая, согласно надписи, была построена в 1203 году. Единственный вход с запада. Стены выложены черным, гладкотесаным туфом. С юга примыкает вторая, более крупная церковь. Сохранились только нижние части стен и остатки орнаментированного карниза барабана. Ко второй церкви с юга примыкает квадратный притвор. Сохранились отдельные части восточной, западной и южной стен, западный вход, арочный проем восточной стены и две пары широких окон южной стены.
Монастырь окружен стенами прямоугольной конфигурации, которые в 1654 году построил Воскан вардапет. Базальтовые стены оснащены полукруглыми и прямоугольными башнями. В окрестностях деревни сохранилась крепость и древнее поселение (Старый Уши).

## Галерея

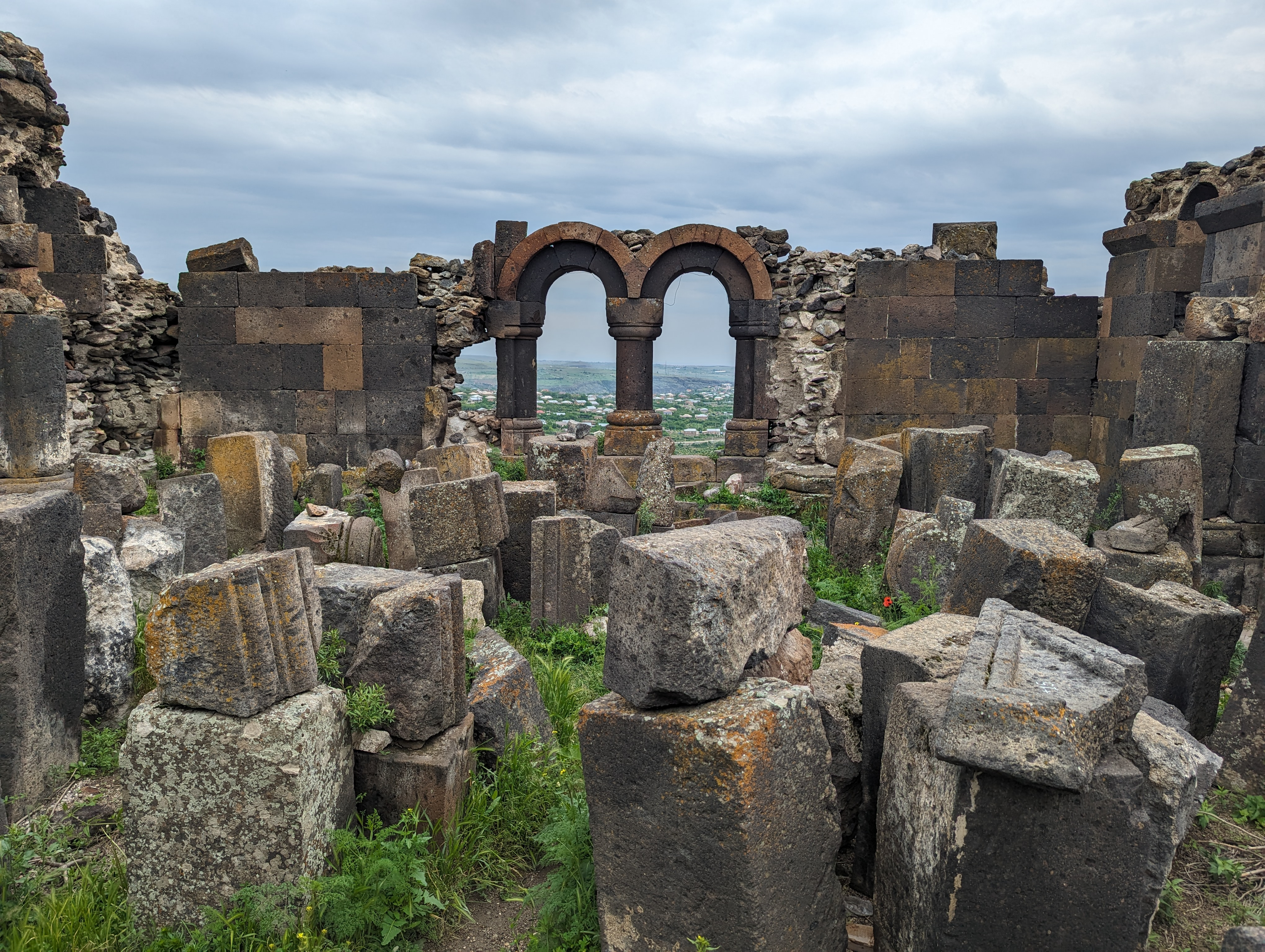
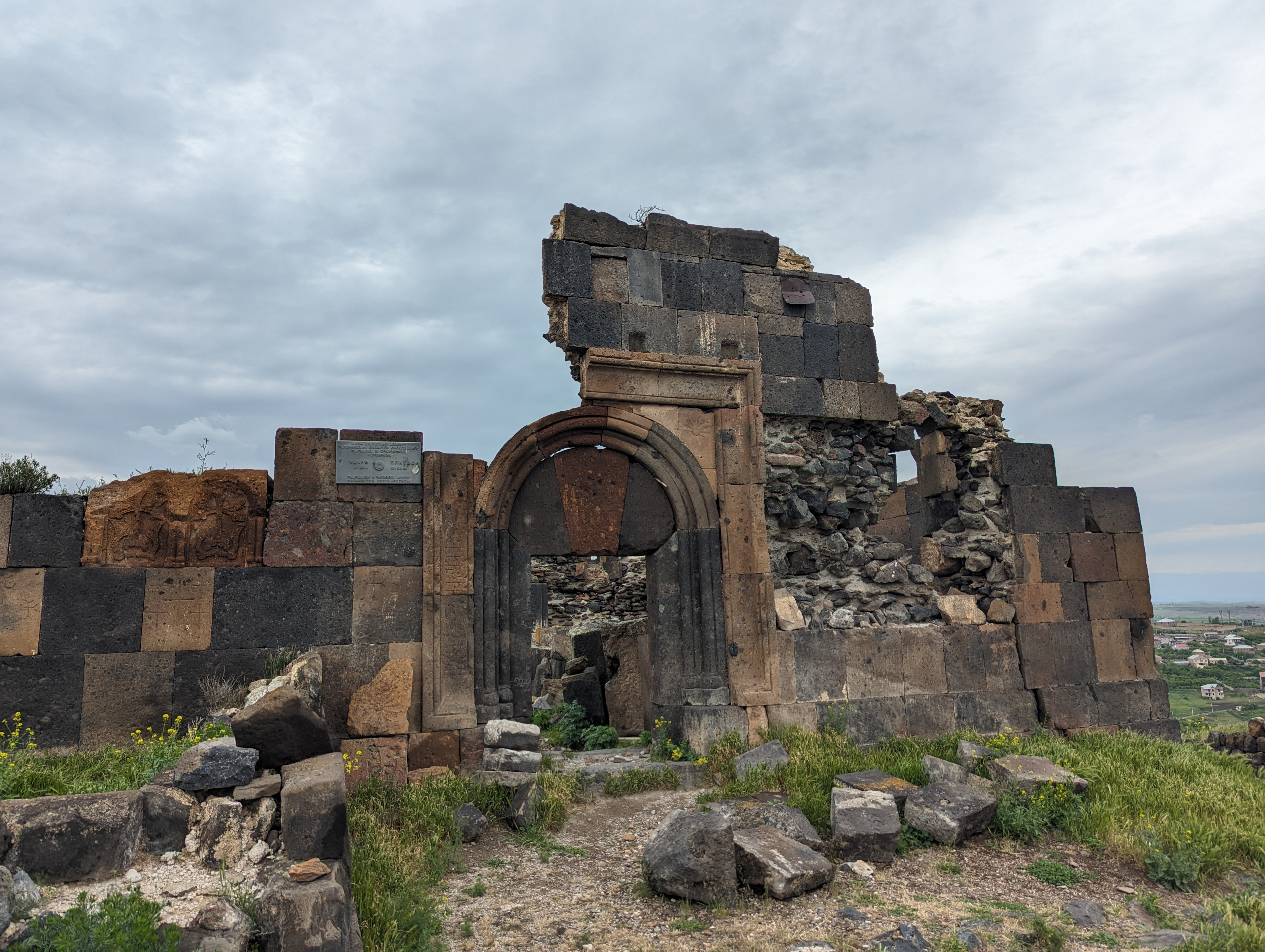
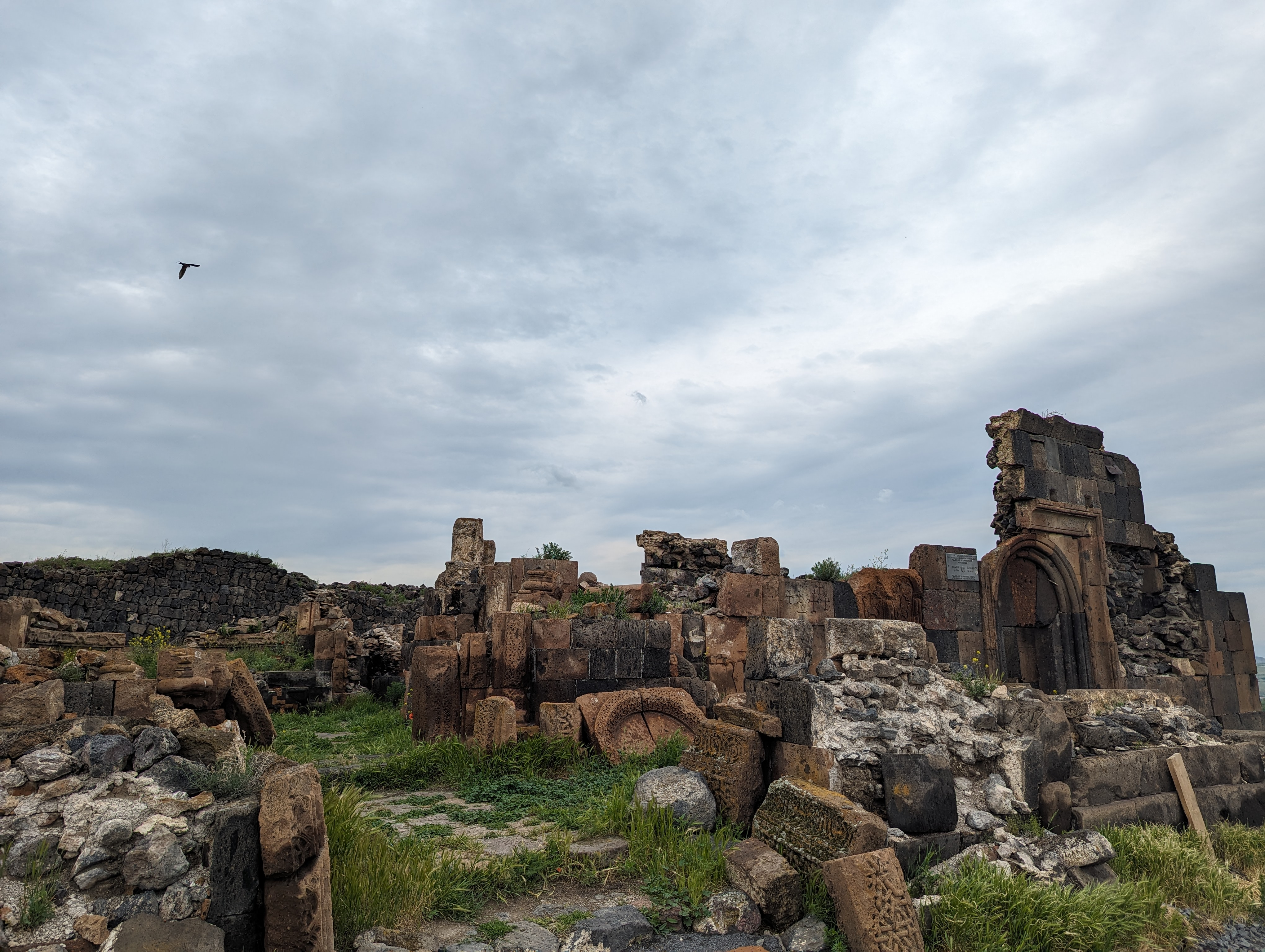
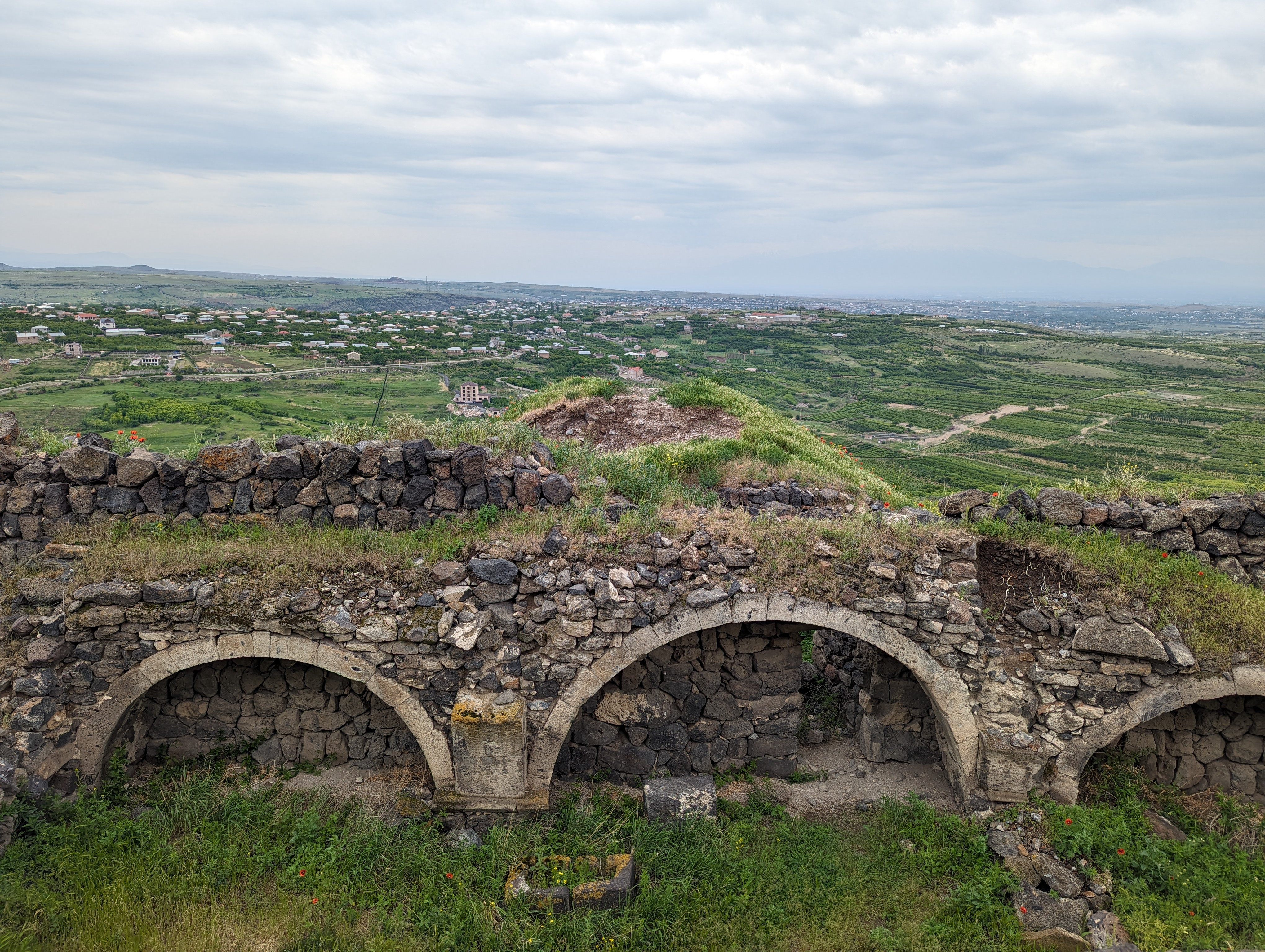
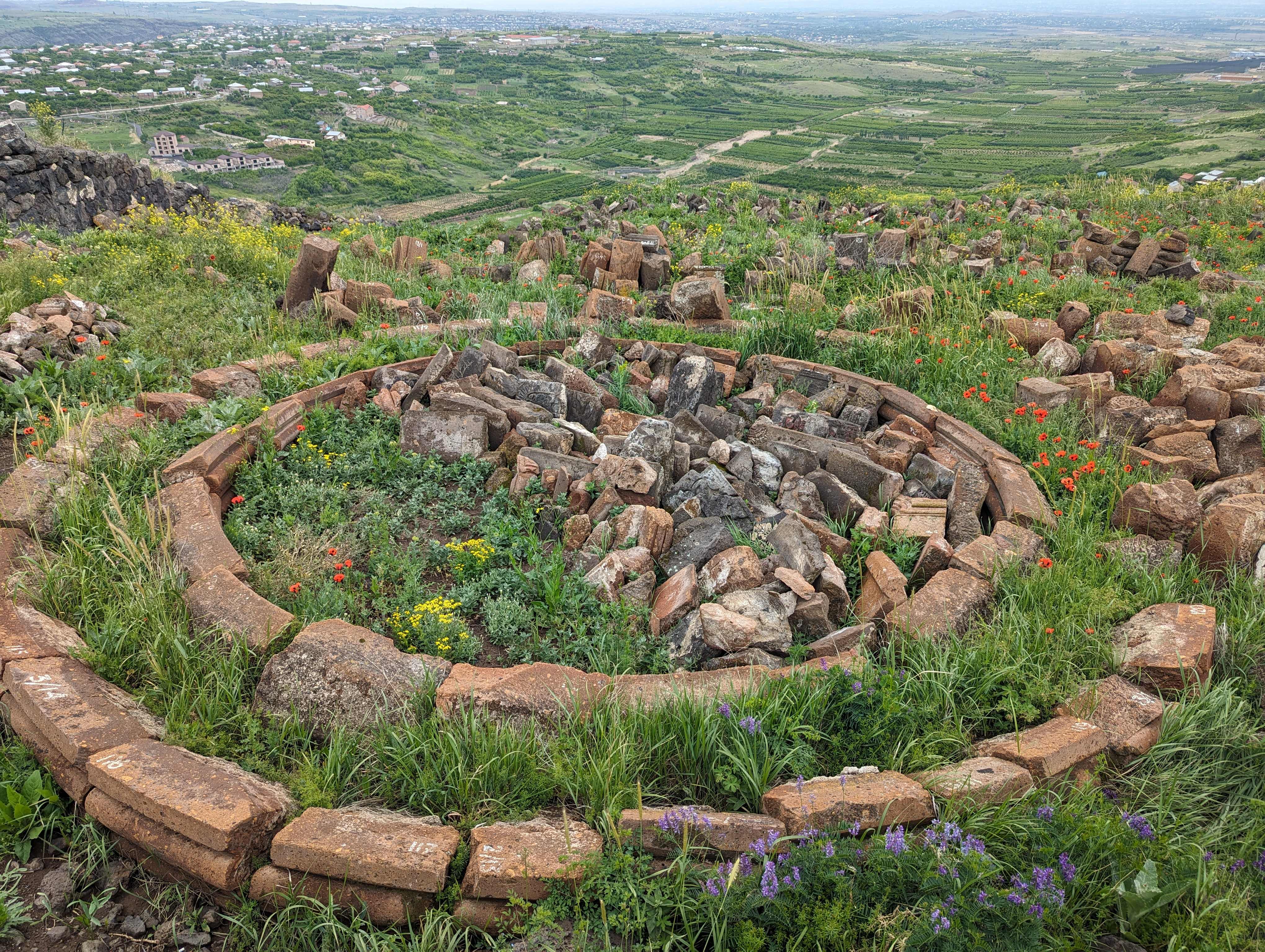
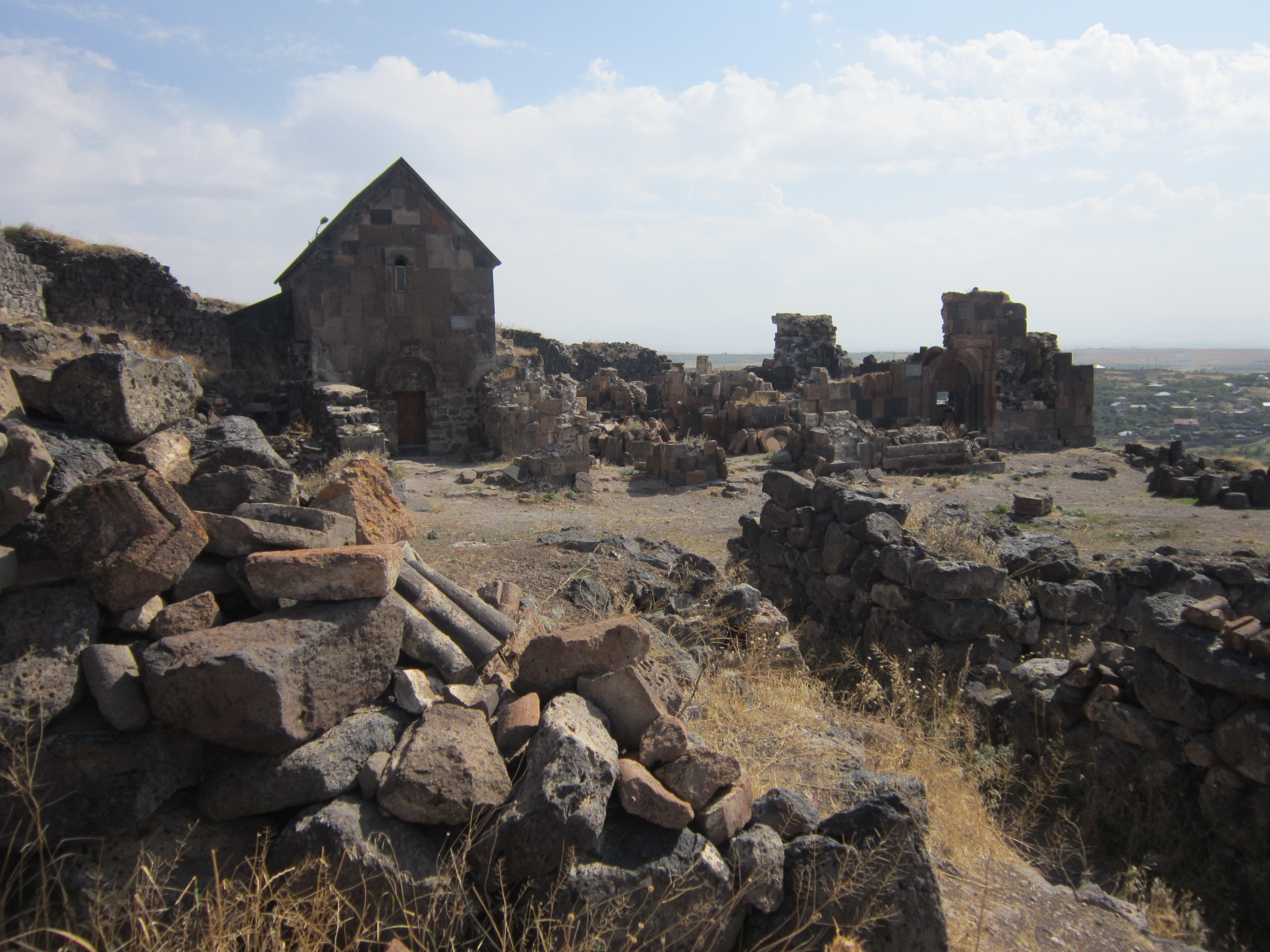
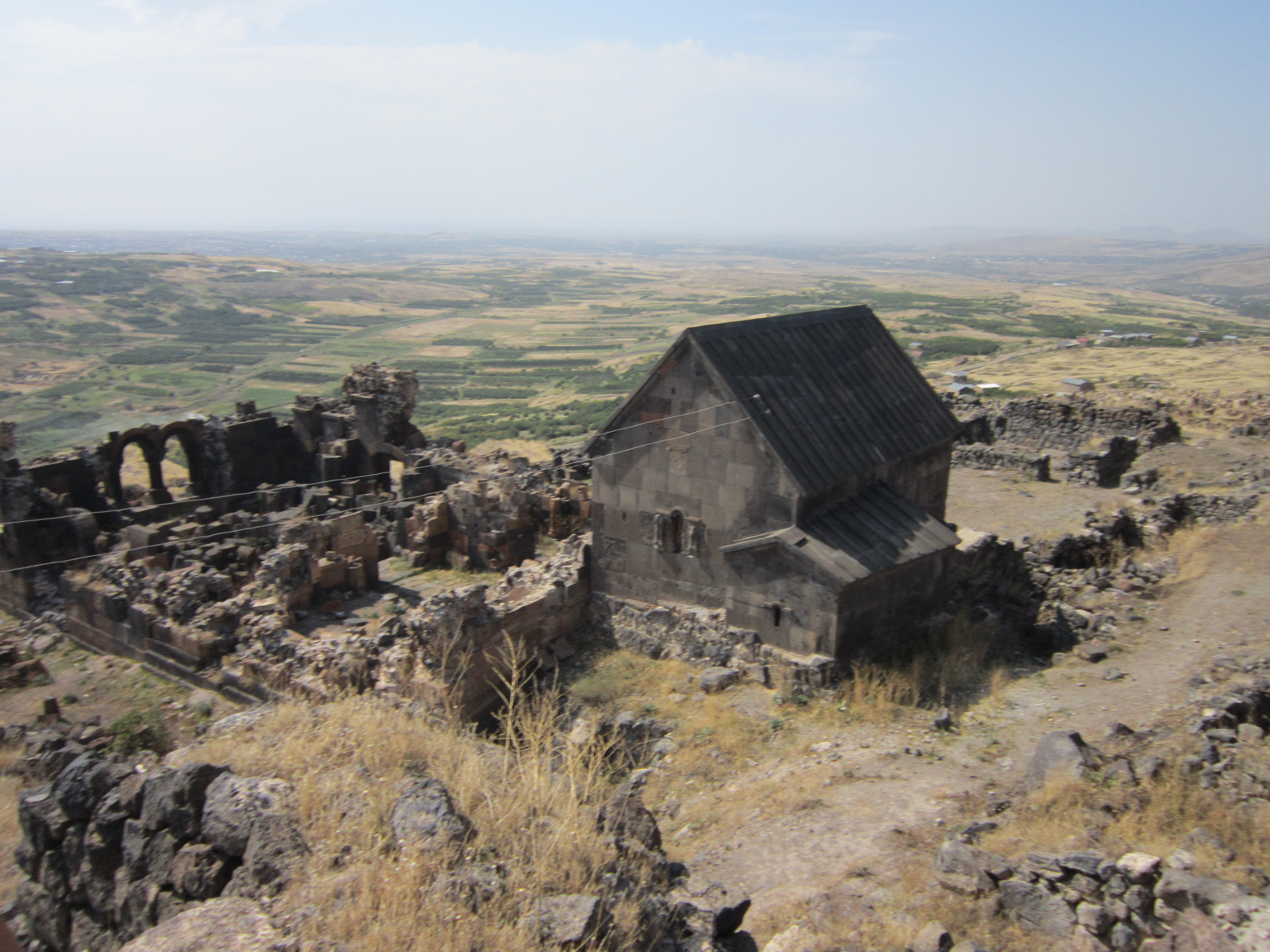
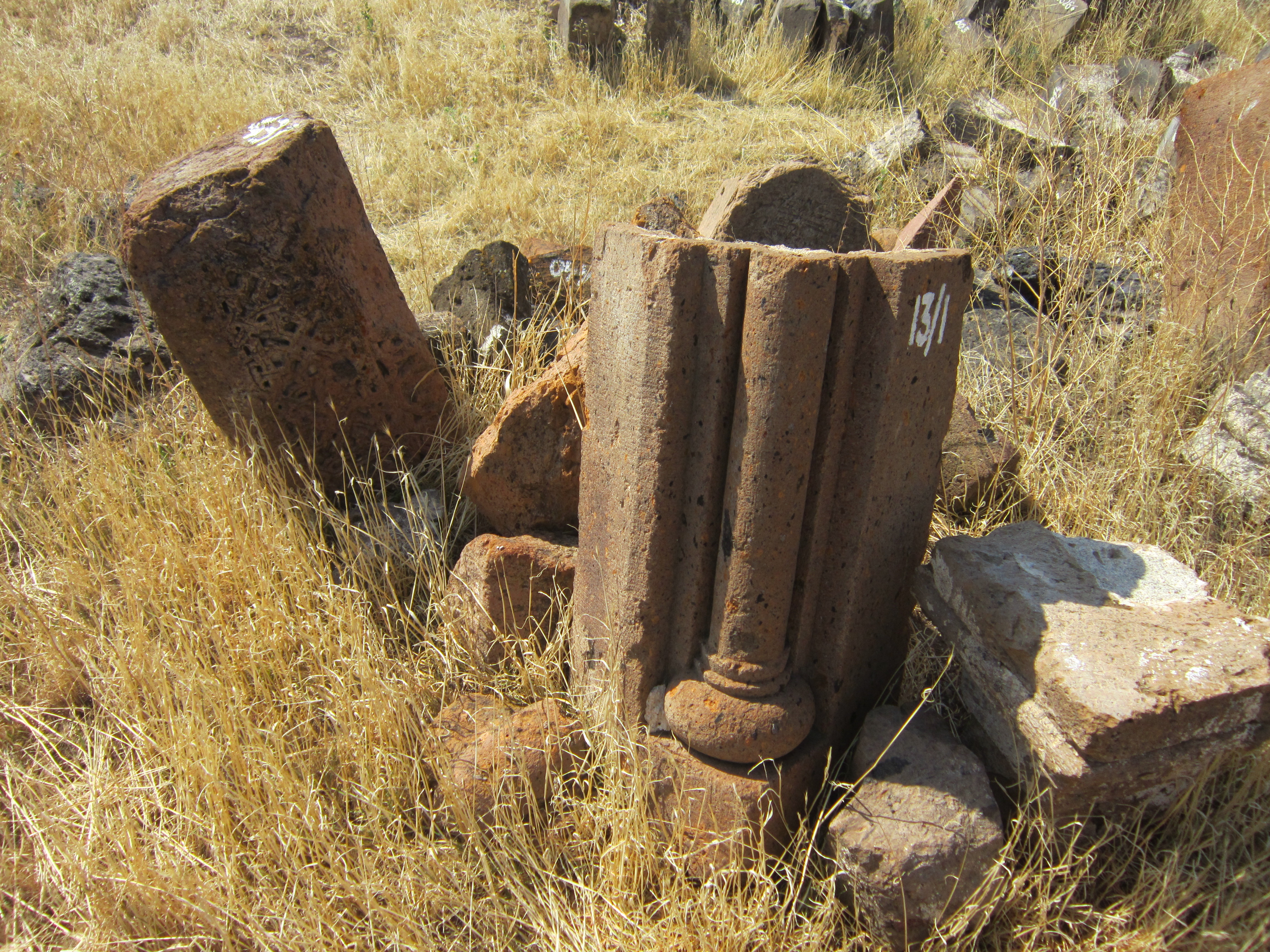
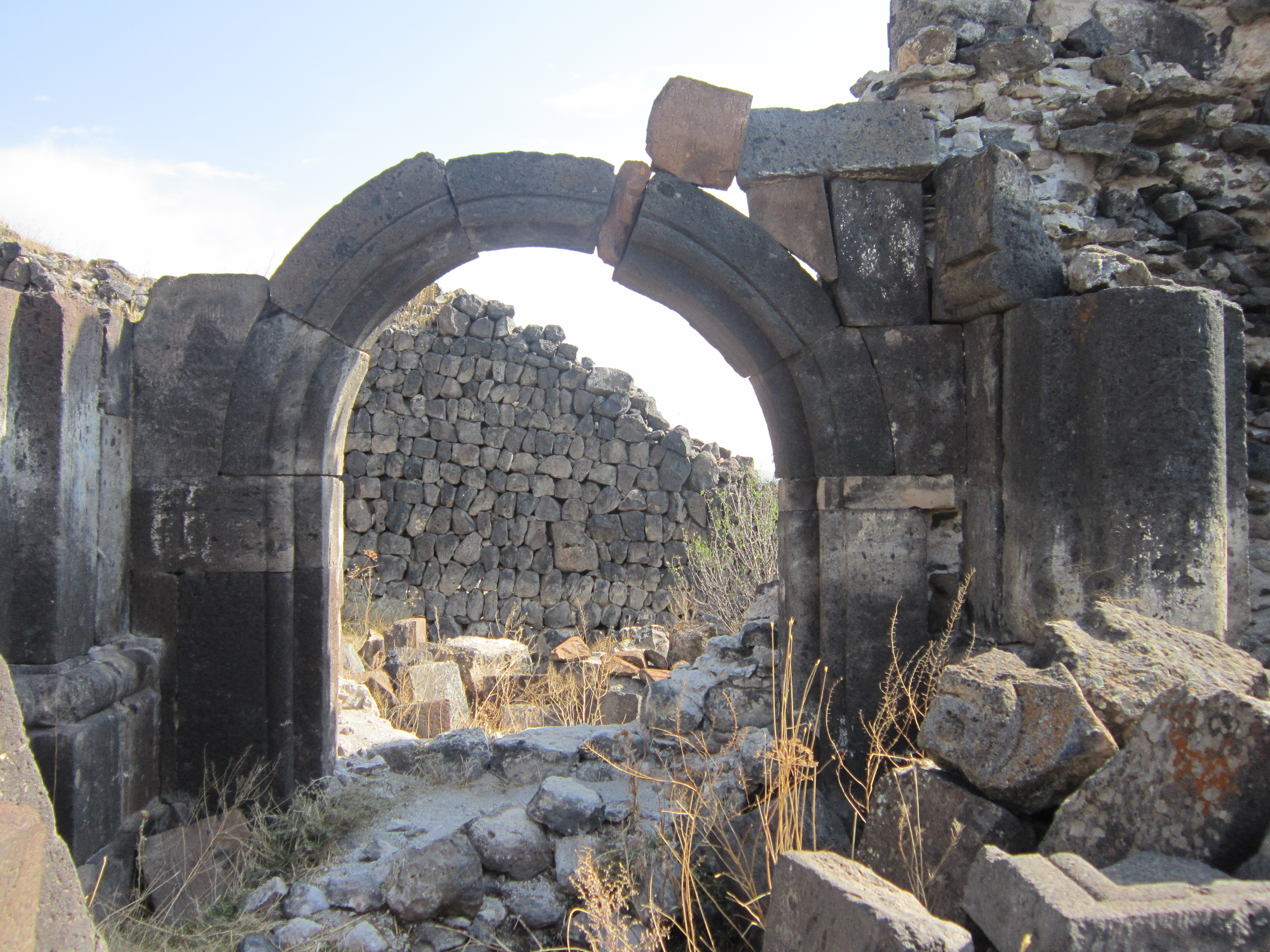
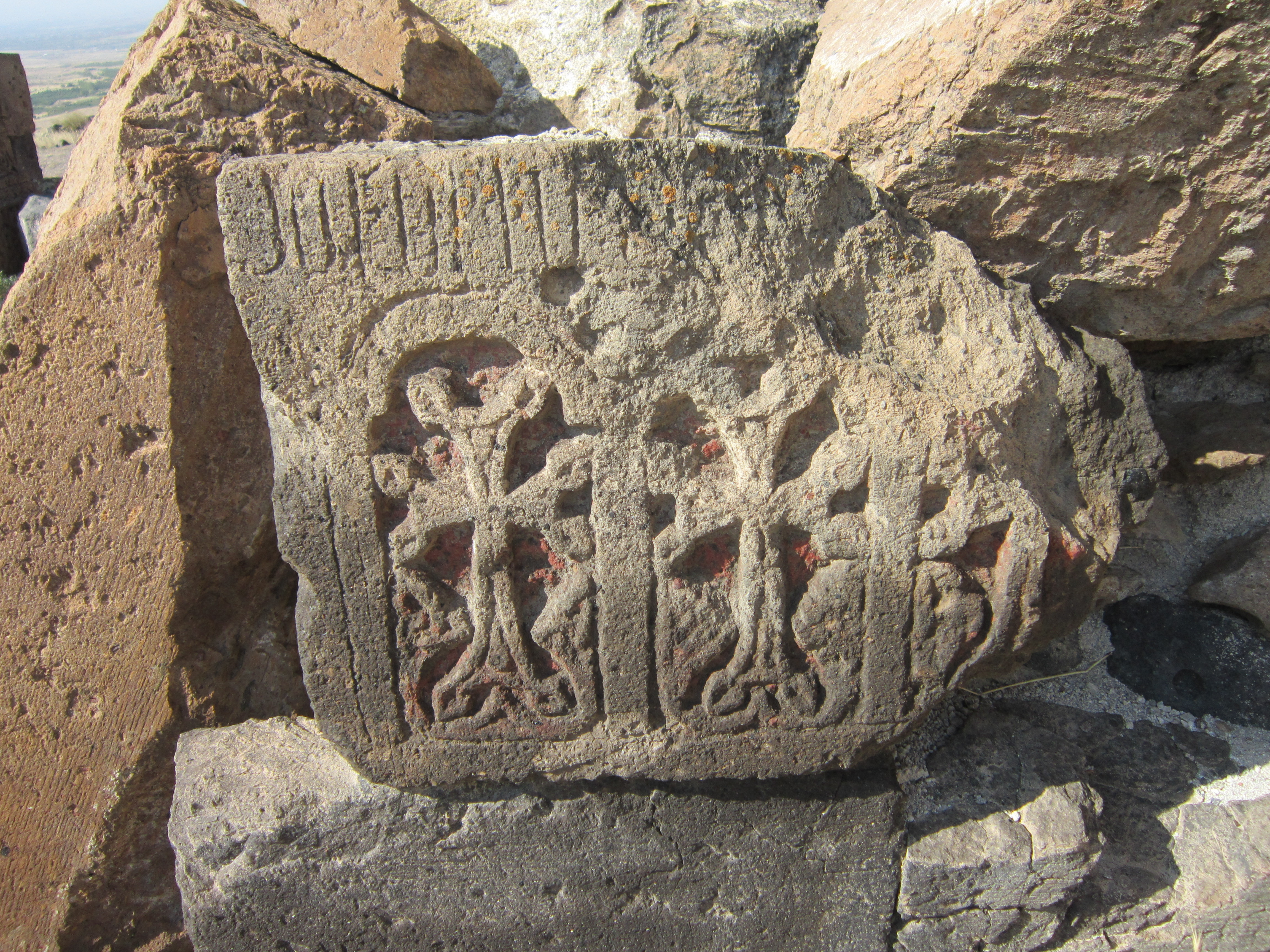
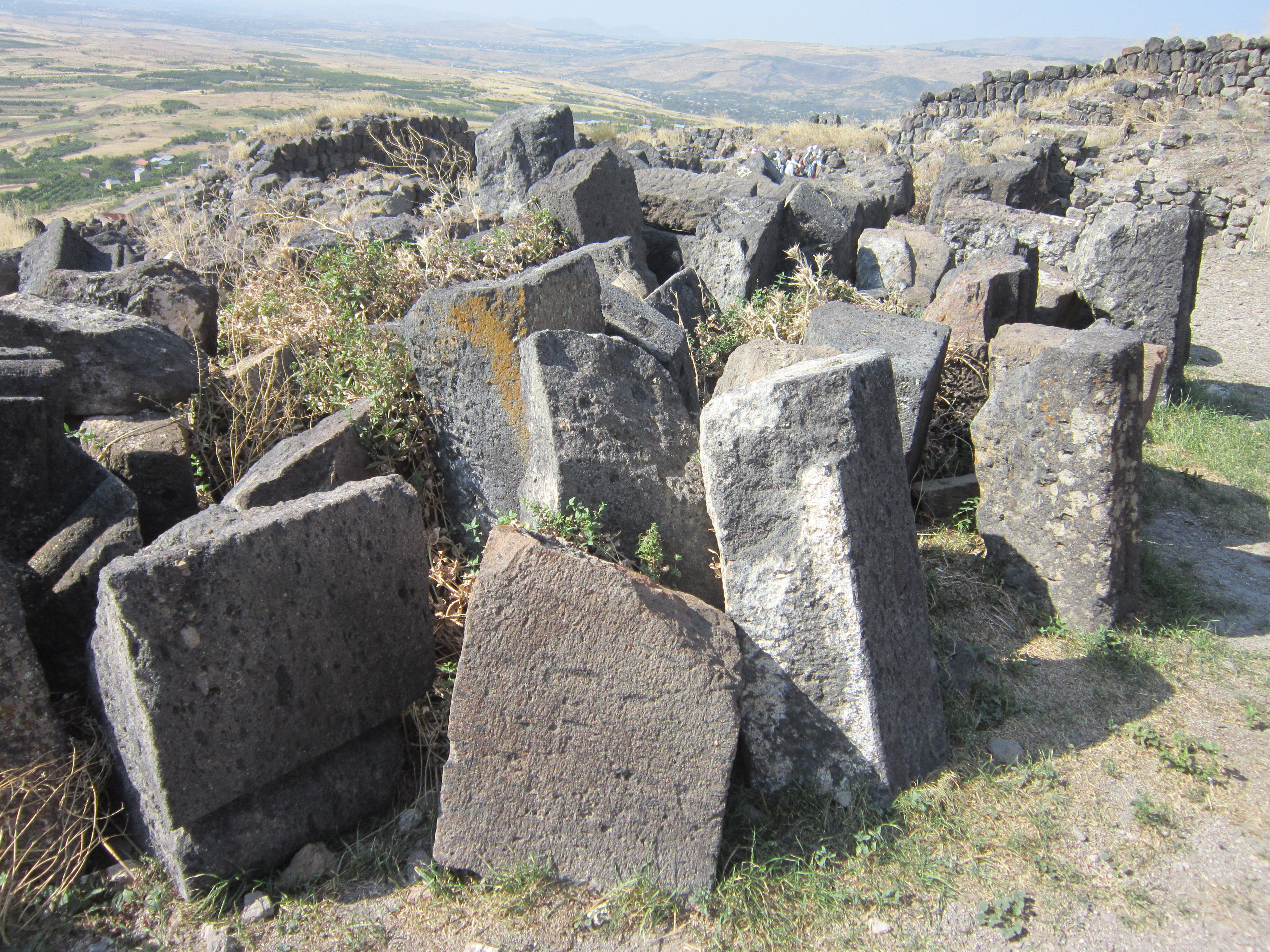
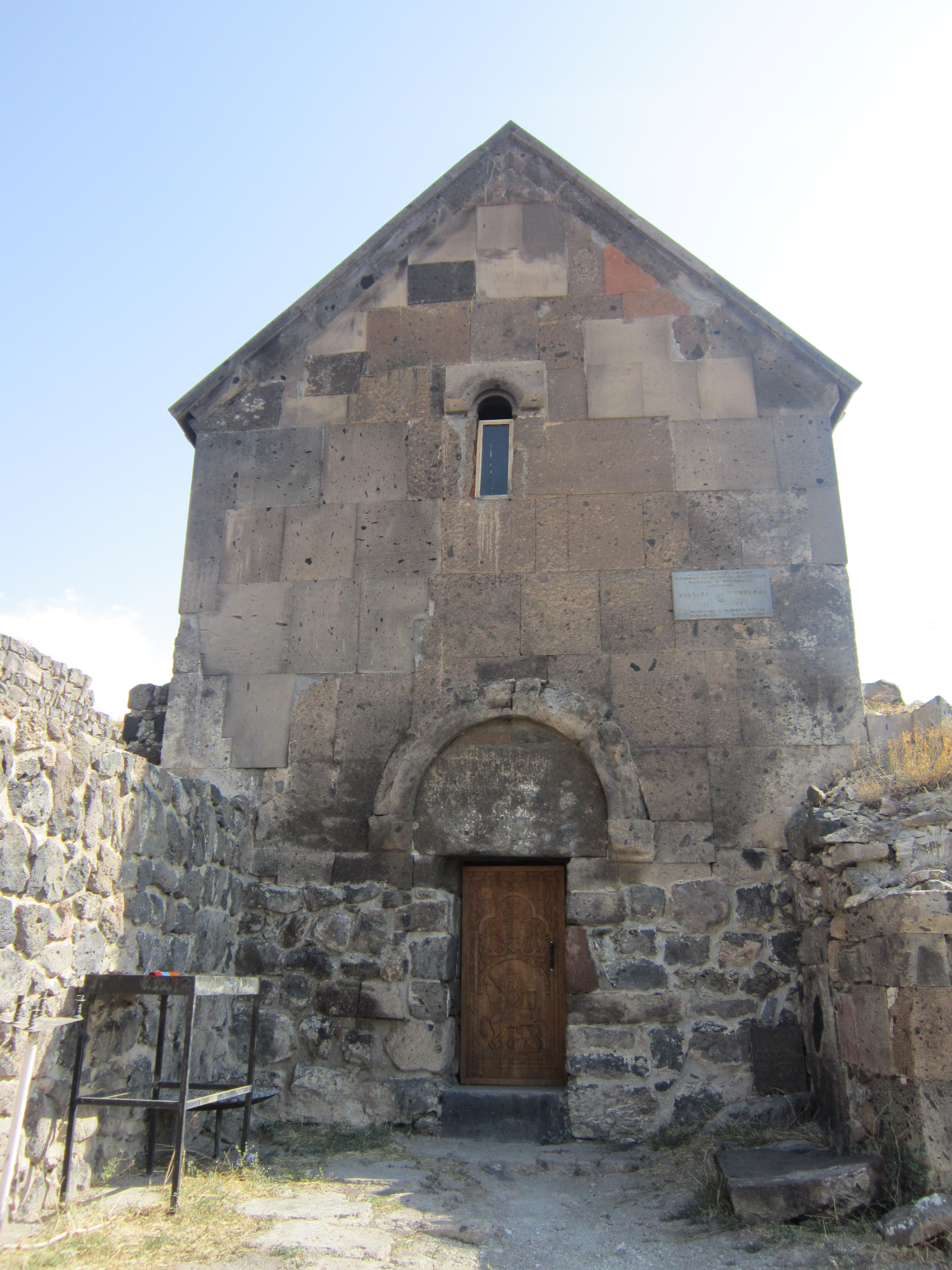